# Eleocharis obtusa
Eleocharis obtusa är en halvgräsart som först beskrevs av Carl Ludwig von Willdenow, och fick sitt nu gällande namn av Schult.. Eleocharis obtusa ingår i släktet småsäv, och familjen halvgräs. Inga underarter finns listade i Catalogue of Life.

## Bildgalleri

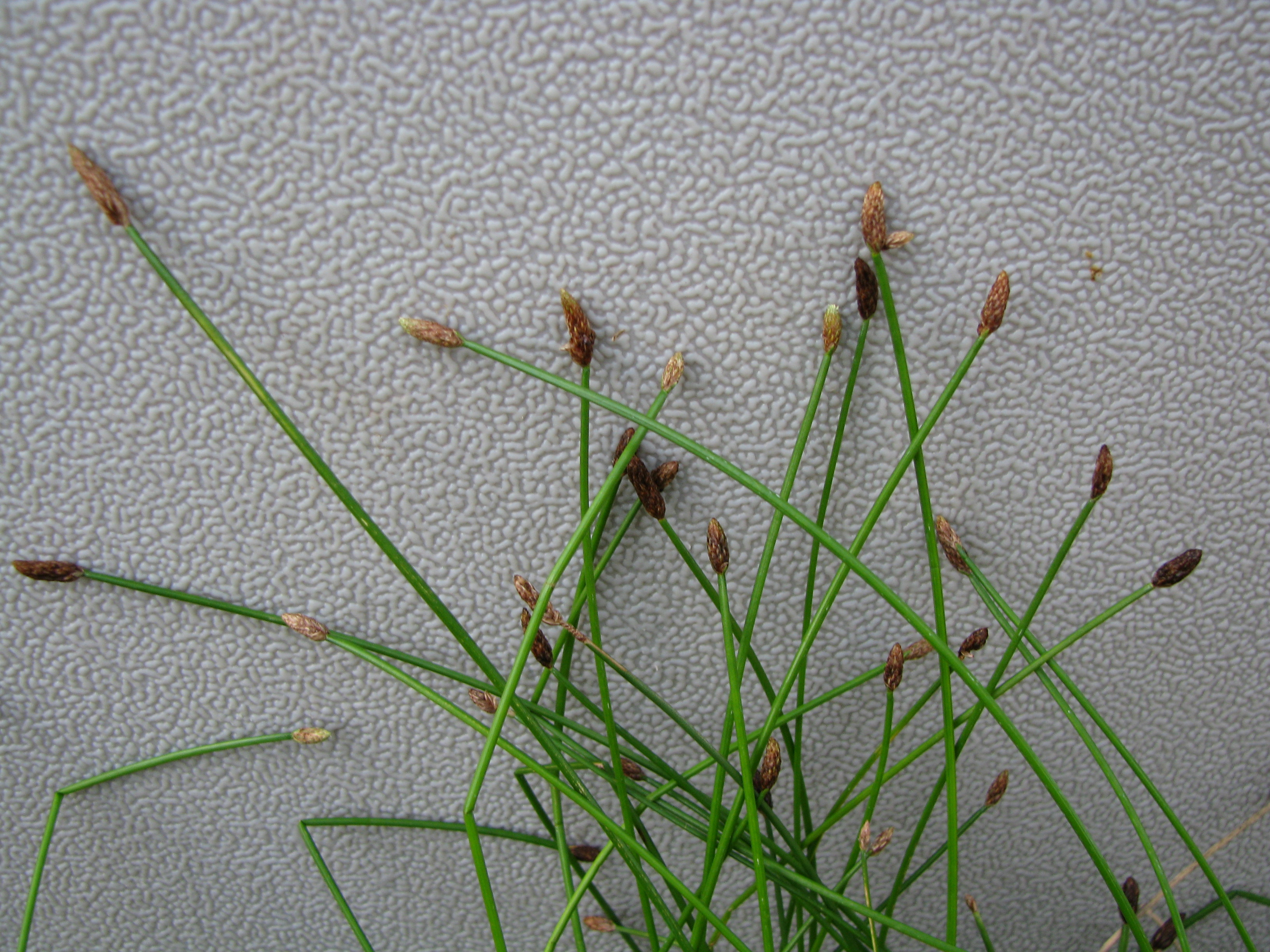
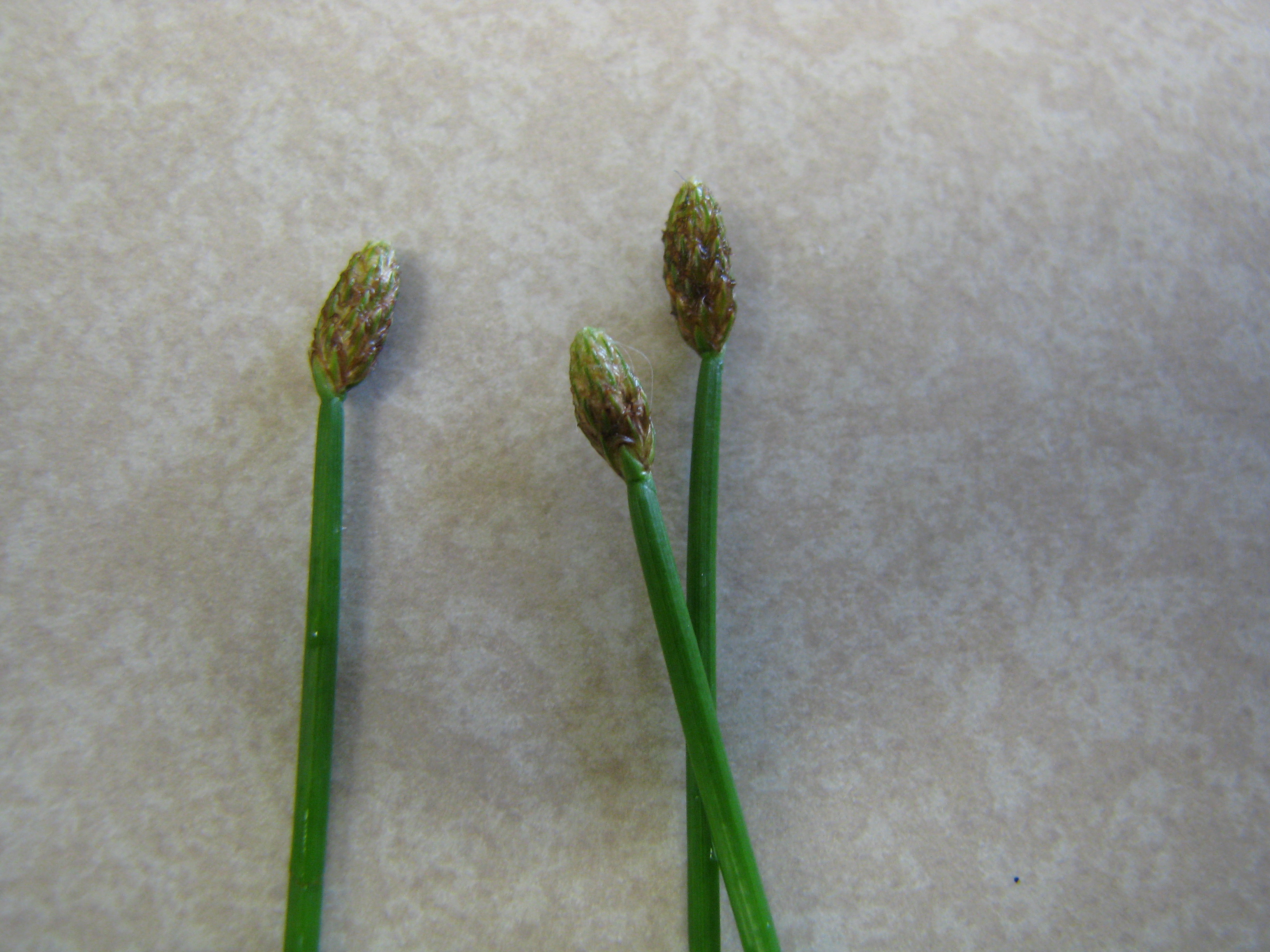
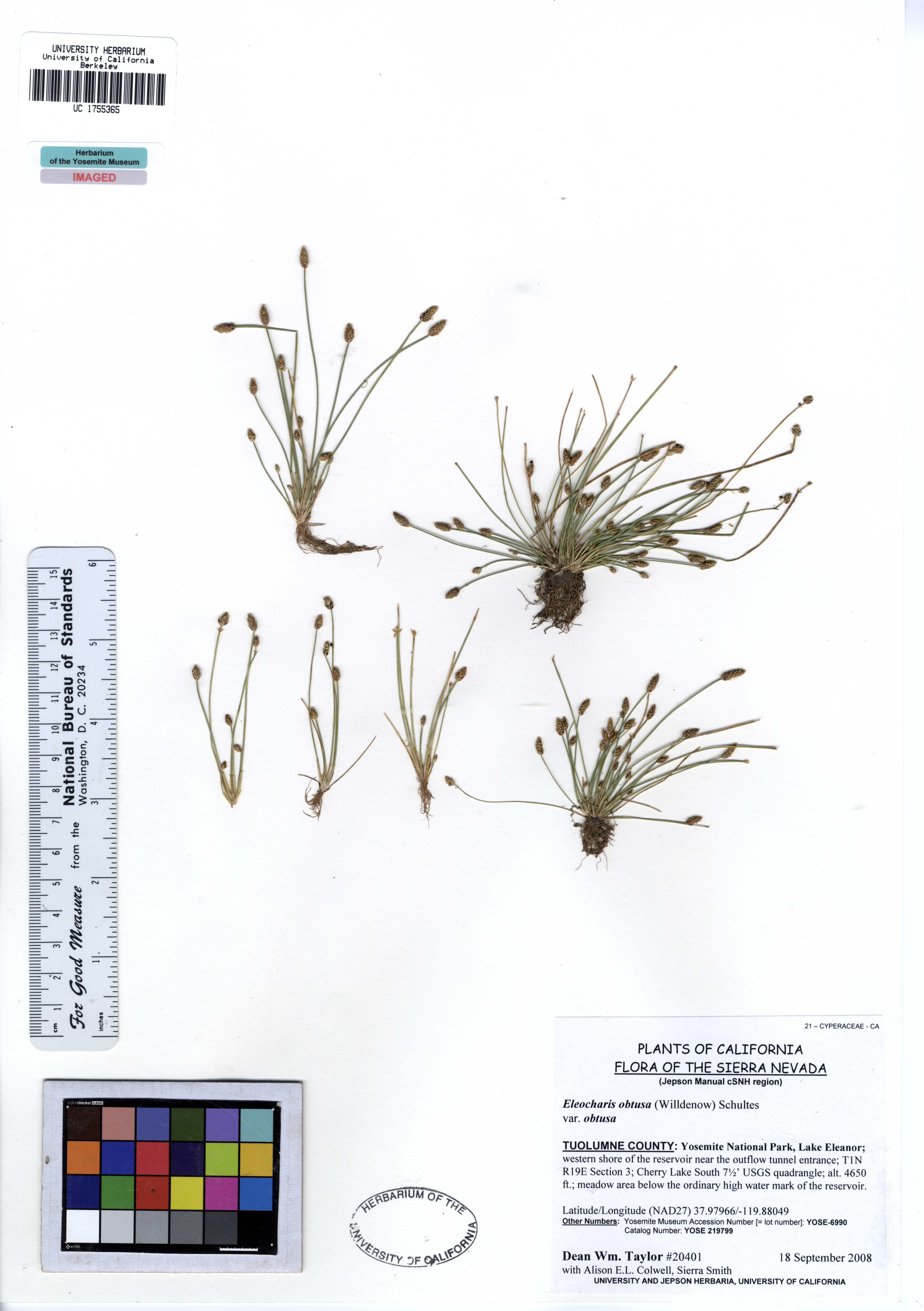